# Polythore picta
Polythore picta – gatunek ważki z rodziny Polythoridae. Występuje na terenie Ameryki Południowej.